# Царская башня Казанского вокзала

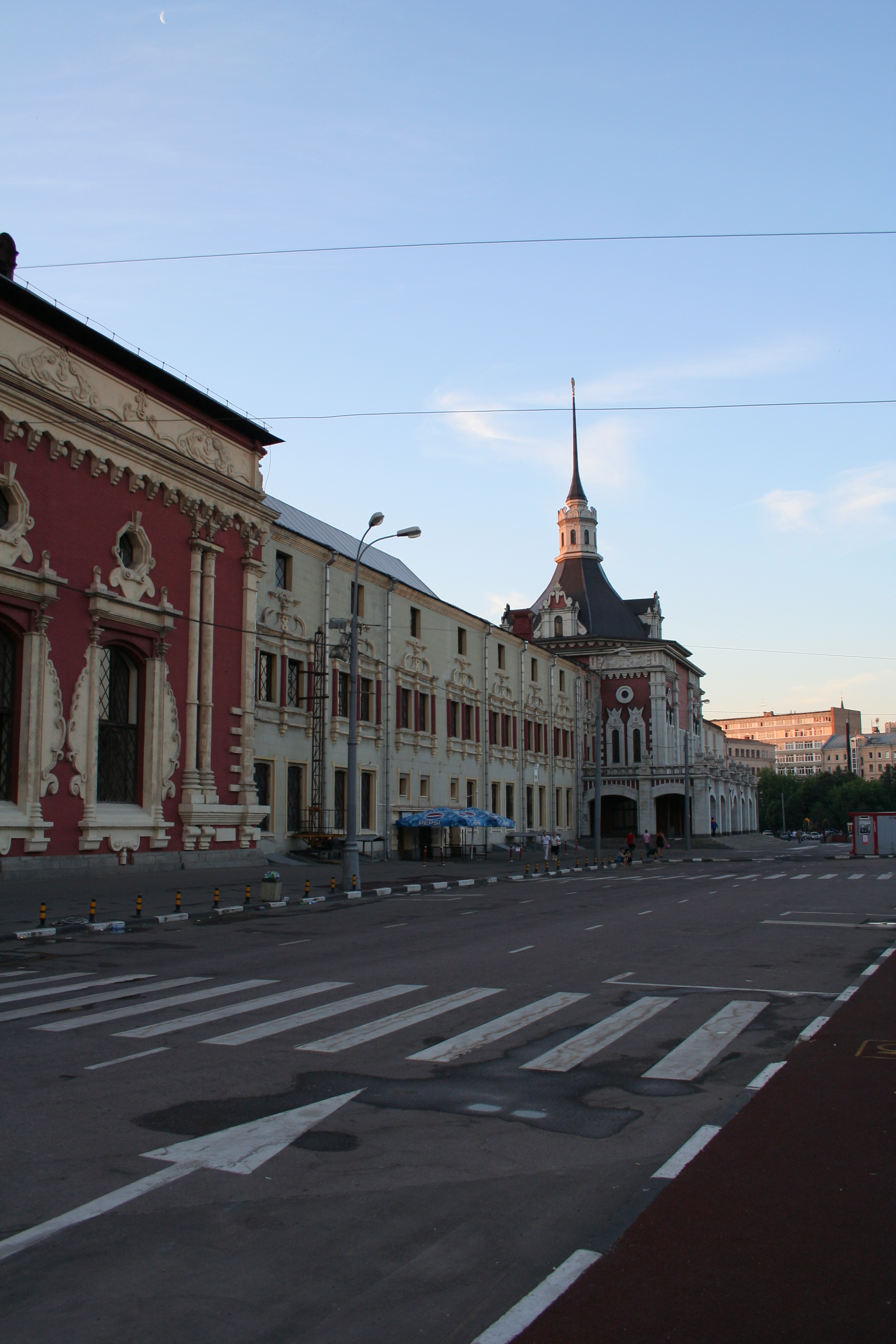
Фасад Казанского вокзала по Рязанскому проезду

Царская башня Казанского вокзала — часть комплекса Казанского вокзала, представляющая собой башню на фасаде вокзала по Рязанскому проезду. Построена в ходе реконструкции вокзала в 1987—1997 годах. С 2010 года в башне находится галерея народного художника России Дмитрия Белюкина.

## История
А. В. Щусев при проектировании Казанского вокзала предполагал, что вокзал будет иметь П-образную планировку, выходя фасадами на Каланчёвскую площадь, Рязанский проезд и Рязанскую улицу. Согласно этим планам, на Рязанском проезде проектировалась башня-вестибюль прибытия, через которую пассажиры должны были выходить в город. Также возможно, что изначально эта башня планировалась как царский павильон, где император Николай II мог бы принимать делегации и проводить встречи. Щусев работал над проектом башни прибытия до последних лет своей жизни.
Царская башня была построена во время реконструкции Казанского вокзала 1987—1997 годов (архитекторы — В. Батырев, Л. Изаксон, М. Графов, А. Сухорукова), когда было решено воплотить замыслы А. В. Щусева по строительству новых корпусов на Рязанском проезде и Новорязанской улице. Новые корпуса отличаются от запроектированных Щусевым, но органично вписались в ансамбль всего сооружения. Царская башня была возведена по его сохранившимся чертежам.
В 2010 году президент ОАО «РЖД» В. И. Якунин выдвинул идею создать музейное пространство для галереи народного художника России Дмитрия Белюкина. Дирекция железнодорожных вокзалов и сам художник выбрали Царскую башню. В 2012 году был открыт новый камерный выставочный зал. В башне проводятся экспозиции картин художника, а также других российских художников, работающих в традициях русской классической школы живописи.

## Архитектура
Объём башни выступает из плоскости фасада вокзала по Рязанскому проезду. Башня выделяется на фоне протяжённых фасадов справа и слева от башни, оформленных в более сдержанном стиле. Ко входу ведут широкая лестница и арочные проходы-порталы. Второй ярус башни завершает купол, увенчанный шпилем.